# Olpium microstethum
Olpium microstethum är en spindeldjursart som beskrevs av Pietro Pavesi 1880. Olpium microstethum ingår i släktet Olpium och familjen Olpiidae. Inga underarter finns listade i Catalogue of Life.